# Мстислав Удатний
Мстислав Мстиславич Удатний (хресне ім'я — Федір, бл.1172 — 1228, м. Торчеськ) — князь трипільський (1193—1194), торопецький (1208—1212?), новгородський (1208—1214, 1216—1217), галицький (1217—1220, 1221—1227) і торчеський (1207—1208, 1227—1228), син Мстислава Ростиславича Хороброго (молодшого з Смоленських Ростиславичів) та доньки Ярослава Осмомисла (ім'я наразі невідомо). Прозваний сучасниками Удатним за воєнні звитяги й вдалу князівську кар'єру.

## Життєпис
Мстислав був сином одного з членів династії смоленських Ростиславичів — Мстислава Хороброго, що княжив спочатку у Білгороді в Київській землі, а потім у Новгороді Великому. Матір'ю його, найімовірніше, була одна з дочок Ярослава Володимировича галицького. Народився Мстислав Удатний десь на початку 1170-х рр. Щоб забезпечити мир з половцями, батько одружив його з дочкою сильного хана Котяна.

### Становлення полководця
Уперше на сторінках літописів Мстислав Мстиславич з'являється під 1193 р., коли він, об 'єднавши зусилля з братом у перших Ростиславом Рюриковичем, на заклик союзних Русі чорних клобуків іде на половців. Перша проба меча виявилась вдалою, й Київський літопис урочисто відзначив: «І ополоннлись (захопили полонених) Ростислав і чорні клобуки худобою й кіньми, і рабами, і колодників (руських людей, що страждали у половецькому полоні) багато захопили, княжичів їхніх (половецьких) і добрих мужів (знать) взяли».
1196 р. дядько Мстислава Рюрик Ростиславич посварився з Романом Мстиславичем, своїм зятем. Вірний родинному обов'язку Мстислав підтримав Рюрика. Навряд чи це сприяло його князівській кар'єрі, бо Роман не забував, звичайно, таких речей. І, дійсно, аж до смерті Романа (1205) Мстислав не зміг здобути жодного міста чи волості. Лише 1207 р. він одержав від Рюрика, в той час київського князя, місто Торопець із волостю в Смоленській землі — в нагороду за те, що успішно захистив від чернігівських Ольговичів південне місто Торчеськ у Пороссі.
Боротьбу з половецькими ханами Мстислав продовжив 1204 року. Суздальський літопис розповідає, що тоді він узяв участь у великому поході об'єднаного руського війська проти кочовиків: «Ходили руські князі на половців: Рюрик київський, Ярослав переяславський, великого князя Всеволода (суздальського) син, Роман галицький і Мстиславич (Мстислав). Була тоді зима люта, і в половців була скрута велика…! взяли руські князі багато полонених, і стада їхні зайняли, і повернулися додому з полоном великим».

### Князь новгородський
1209 р. Мстислав перебирається із глухого Торопця до Новгорода Великого. На той час новгородське могутнє боярство вже давно само вибирало собі князів. Досвідчені боярські політики побачили в скромному торопецькому князькові мужнього воїна і талановитого полководця. Вони, крім того, розгледіли в ньому простувату, прямодушну, не здатну до мудрих політичних комбінацій людину. Саме такий князь відповідав вимогам, які вже близько ста років ставили боярські олігархи перед кожним претендентом на почесний новгородський стіл. Обираючи Мстислава Мстиславича у князі, новгородські бояри виходили, мабуть, найперше з його успішних дій проти половців. У 1209 р. на Русі навряд чи знайшовся б полководець, що зміг би зрівнятися з маленьким удільним князем Торопця заслугами в боях із страшними кочовиками південноруських степів. А Новгороду тоді загрожували угро-фінські племена чуді. Тільки-но сівши на новгородський престол, Мстислав узявся за організацію походів проти них.
Новгородський літопис відзначив кілька походів Мстислава до Чудської землі (нині Естонії). Під 1212 р. читаємо: «Ходив Мстислав на чудь… з новгородцями, і багато людей захопив і худоби незліченну кількість привів. Потім же, на зиму, пішов князь Мстислав з новгородцями на чудське місто, що зветься Ведмежа Голова, села к пограбував, і прийшов до міста, і поклонилася чудь князеві, і данину на них узяв (Мстислав), і повернулись всі здоровими».
Чудь відповідала несподіваними й тому небезпечними наскоками на західні новгородські землі. Ледве минуло два роки, як, за свідченнями того ж Новгородського літопису, «пішов князь Мстислав з новгородцями на чудь, крізь землю чудську, до моря, села їх пограбував і укріплення їх узяв, і став під містом Горобином». Чудь змушена була знову сплатити велику данину, дві третини якої Мстислав віддав новгородцям, а третину взяв собі з дружиною. Ці перемоги над давнім і найбільш серйозним тоді ворогом Новгородської республіки принесли князеві славу й високий авторитет. Саме тому Мстиславові пощастило просидіти на хиткому новгородському столі десять років і піти звідти з власної волі, а не бути вигнаним, як абсолютна більшість його попередників і наступників. Переконаний, що саме ці прославлені на Русі походи Мстислава до Прибалтики мав на увазі співець «Слова», звеличуючи перемоги його й Романа над Литвою.
Річ у тому, що в ті часи руські літописці нерідко називали збірним найменням литви взагалі населення Прибалтики і серед них чудь і естів. Наприклад, під 1213 р. в кількох літописних ізводах можна прочитати: «У Петрове говіння наїхала безбожна литва на Псков і спалила його». Зіставлення цього уривка з датованим тим самим роком повідомленням середньовічного хроніста Генріха Латвійського про напад естів під проводом Лембіта на Псков довело, що в даному випадку літописці назвали естів «Литвою». Виходячи з літописного контексту й географії воєнних дій, можна твердити, що про естів говориться і в статті 1210 р. Новгородського літопису: «Новгородці наздогнали литву в Ходиницях, побили її з князем Володимиром і посадником Твердиславом». Отже, слід вважати, що в уяві сучасників Мстислав Удатний підкоряв «литву», здійснював вдалі походи на чудь і проти лівонських лицарів (1212, 1214), а це відповідає зверненню «Слова» до нього.

### Похід на Київ
Поступово Мстислав зажив великої популярності на Русі. До його слова прислухались інші володарі. В 1212 р. тодішній київський князь Всеволод Чермний (Рудий) з чернігівських Ольговичів образив його рідню Ростиславичів і почав виганяти їх з Руської землі. Тоді Мстислав на чолі кінної дружини здійснив стрімкий марш на Київ, вигнав звідти Всеволода Чермного й посадив на престол (після проміжного і недовгого князювання в Києві Інгвара Ярославича) свого брата в перших Мстислава Романовича. Собі ж князь узяв у володіння місто Торчеськ у південній Русі, яке за п'ять років перед тим він успішно захистив від Ольговичів. Прославлений воєнними успіхами в походах 1212 року та своїми військовими здібностями, Мстислав Мстиславич був прозваний Удатним.
Починаючи з 1215 року, Мстислав докладає зусиль до заволодіння Галичем. Невдоволений своєю позицією в Новгороді, де йому докучала суздальська партія, князь давно виношував плани на західні окраїни Русі. Але недосвідчений у міжкнязівських політичних комбінаціях, грубуватий рубака й лицар, він не підготував належного ґрунту для утвердження на одному з головних престолів Давньоруської держави.
На початку 1215 р. він за власною волею залишив новгородське княжіння й подався на південний захід, сподіваючись дістати в угорського короля (під владою якого була тоді Галицька земля) Галич. Про це дізнаємося з пізнього Воскресенського літопису, якому в даному разі є підстави довіряти: «Вийшов із Новгорода Мстислав Мстиславич… пішов до короля в Галич просити собі в нього Галич». Та на шляху туди він довідався, що король Андрій II встиг посадити в Галичі свого сина.

### Між Новгородом та Галичем
Мстислав опинився в скрутному й непевному становищі, пішовши з Новгорода і не здобувши Галича. Він близько року провів у Південній Русі, не знати й де. Однак узагалі-то дуже мінливі новгородці не забули свого доблесного князя, що водив їхню рать у переможні походи, й покликали його назад, коли «закоторились» (посварились) із новим князем Ярославом Всеволодичем суздальським. «Печаль й вопль» новгородців зворушили суворе серце Мстислава — а може, безземельному тоді князеві хотілось десь притулити голову? Мстислав діяв швидко й рішуче. У лютому 1216 р. несподіваним нападом захопив Новгород і посадника князя Ярослава — Хота Григоровича з адміністрацією. А потім Мстислав увійшов у союз із ростовським князем Костянтином Всеволодичем, пообіцявши посадити того у Владимирі-на-Клязьмі.
Князі почали спільну боротьбу з володимиро-суздальським князем Всеволодом III Велике Гніздо. 21 квітня 1216 р. Мстислав разом з Костянтином дали генеральну битву Ярославу та Юрію Всеволодичам, розгромивши війська синів князя на річці Липиці (див. Повість про битву на Липиці). Ця битва вважається істориками однією з наймасштабніших і найзнаменитіших в історії Східної Європи часів середньовіччя. Вигравши її, Мстислав Удатний посадив Костянтина Всеволодича на суздальський престол.
Тим часом політична ситуація на Галичині складається на користь Мстислава. Король Угорщини Андрій вибрався в хрестовий похід до Палестини, і під час його відсутності (1217—1218 рр.) в Угорщині внаслідок послаблення королівської влади відбулися певні зміни. Угорський уряд Галичини не міг розраховувати на допомогу з Угорщини. Тому, коли в Галичину надійшла звістка про похід Мстислава Удатного, бояри-прихильники угрів на чолі з Судиславом вирядили послів до молодого волинського князя Данила, щоб той прибув князювати до Галича. Але той не встиг зайняти галицький престол.

### Князь галицький
Дізнавшись про наближення Мстислава, у серпні 1217 (за іншими джерелами — 1219) р. воєвода Бенедикт (Бор) Лисий — фактичний правитель Галицького князівства при королевичі Коломані — разом з угорською залогою та боярином Судиславом втекли до Угорщини, дозволивши Мстиславу Удатному без бою опанувати Галичем.
Утвердившись у Галичі, князь Мстислав невдовзі заволодів і Перемишлем. Тут він посадив свого ставленика, колишнього новгородського боярина Добриню Ядрейковича, а тисяцьким був його старий новгородський дружинник Ярун. Проте Перемишль продовжував залишатися оплотом боярства.
Невідомо з яких причин, але волинський князь Данило Романович примирився з тим, що Галич, який би мав належати йому, дістався тепер Мстиславові Удатному. Цілком можливо, молодий князь Данило розумів, що він ще є недосвідченим політиком, тому йому важко буде в тій обстановці, яка склалася, втримати галицький стіл. Тож Данило Романович вирішив укласти союз із Мстиславом, щоб спільними зусиллями протистояти експансії іноземних держав. Цей союз зокрема був скріплений династичним шлюбом Данила з донькою Мстислава Анною. Шлюб не приніс волинському князю реальної політичної чи воєнної вигоди, але тим самим князь Данило показав, що не відмовляється від прав своєї сім'ї на Галичину, а також добровільно бере на себе обов'язок захищати край від втручання зовнішніх ворогів.

### Угорсько-польська навала
Коли у 1218 році Данило вирішив повернути собі захоплені польськими магнатами західноволинські міста, він звернувся по допомогу для боротьби з поляками до свого тестя Мстислава. Але той зайняв вичікувальну позицію та зіслався на договір з Лешком Білим: «Сину! Через давню приязнь не можу я на нього стати. Знайди-но ти собі других». Данило з дружиною вибив польські гарнізони з забузьких міст. Втративши волинські землі, малопольський князь Лешко йде на угоду з угорським королем. Основним напрямом удару угро-польської коаліції стала Галичина, яку роздирали боярські незгоди.
У той час Мстислава Удатного в Галичі не було. Літопис не повідомляє, де саме він був: «Мстислав же був (поза Галичем) з усіма князями руськими (київськими) і чернігівськими. І послав він (тисяцького) Дмитра, (воєводу) Мирослава і (боярина) Михалка Глібовича проти них до Городка, бо Городок був відокремився, — в ньому були люди Судислава (Бернатовича)». Проте не зміг тисяцький Дмитро протистояти угро-польській армії.
Оскільки князь Мстислав Удатний не міг битися з уграми (в цей час він стояв на ріці Зубр), то попросив свого зятя Данила і белзького князя Олександра Всеволодовича піти в Галич і захистити місто. У жовтні 1219 року «прийшла рать під город Галич — Коломан, і ляхи, і великий бій був на Кривавім броді, і впав на них сніг, і вони (угри й ляхи), не могли стояти, — пішли вони за (город) Рогожину, пішли на Мстислава і прогнали його із землі (Галицької)». Перед цією раттю не зміг втримати Галича і князь Данило.
Коли Данило приїхав до свого тестя, то "Мстислав же велику честь склав Данилові і дари йому дав великії, і коня свого борзого сивого, і сказав йому: «Ти піди, княже, у Володимир, а я піду в Половці. Помстимось оба за сором свій».
Данило дуже поважав Мстислава як розумного і чесного політика та добру людину, а можливо, це була синівська відданість, яку він не зміг подарувати своєму батькові (загинув, коли Данилові було 4 роки). Хоч князям і не вдалося відстояти Галичину, однак польські полки не ризикнули напасти на Волинь, що порівняно з Галичиною була сильна у військовому плані.
Галичину ж дуже ослабили боярські чвари. Багаті бояри не хотіли поступатися князям Романовичам, а також і Мстиславові Удатному. Через цих свавільних бояр багато клопоту було завдано Галицькій землі, а найбільша трагедія в тому, що через Галичину постійно бороздили полки іноземних держав, які плюндрували землі, нищили те, що було створено жителями у період мирної праці, багато гинуло людей під час воєнних дій.

### Повернення Галицького князівства
Весною 1221 року Мстиславові Удатному вдалося розгромити угорські війська на чолі з Коломаном та вигнати з Галича угрів і поляків. У літописі зберігся наступний опис цих подій: «Коли ж угри й ляхи втікали, побито було їх безліч… І коли Мстислав переміг, він пішов до Галича, і билися вони за городські ворота. І вибігли тоді (угри) на склепіння церковні, а інші на мотузках піднялися, а коней їхніх половили. Укріплення ж було зроблене на церкві, і ті стріляли і каміння метали на городян, (але) знемагали од спраги, бо не було води в них. А коли приїхав Мстислав, то вони здалися йому і їх зведено було з церкви.., усі бо угри й ляхи були вбиті, а інші були схоплені, а ще інші, утікаючи по землі (Галицькій), потопилися, а другі смердами побиті були». У цій боротьбі допомагав йому зять Данило і половці на чолі з тестем — половецьким ханом Котяном.
Невірних бояр князь Мстислав не покарав, а простив їм їхні гріхи. Так, боярину Судиславові Бернатовичу він повірив на слово і честю великою вшанував його, дав йому місто Звенигород. Мстислав Удатний прагнув зберегти мир і спокій у Галичині не злом і жорстокістю, а силою розуму, добрими справами і честю.
Мстислав і Данило Романович намагалися зберегти родинні добросусідські приязні стосунки, особливо тоді, коли була небезпека захоплення Галичини чужими державами. Мстислав Удатний ставився до Данила, як до доблесного князя, і тому часто запрошував його допомагати захищати рідну землю. Мстислав старався не втручатися у волинські справи князів Данила і Василька Романовичів. Князі-брати проводили самостійну внутрішню і зовнішню політику щодо своїх земель. Вони підписували угоди з іншими державами, а якщо була потреба, то і руйнували їх.
Але, очевидно, Мстислав Удатний мав вплив на свого зятя. Це видно з наступної оповіді літописця, коли князі Данило і Василько пішли грабувати землі князя Олександра Белзького: "А на ніч у суботу Данилом і Васильком пограбовано було довкола Белза і довкола Червена і вся земля розорена була: боярин боярина грабував, смерд смерда, город город, так що не лишилось ні одного села не спустошеного. Як ото реченням говорять (святії) книги: «Не зосталося каменя на камені». Тоді втрутився Мстислав і сказав Данилові: «Пощади брата Олександра». Князь Данило відійшов від Белза і повернувся у Володимир.

### Битва на Калці
У квітні 1223 року руські князі відгукнулися на просьбу половецького хана Котяна і взяли участь у поході проти татар, які наступали з Азії. Серед них були Мстислав Удатний і Данило Романович. Під час походу Мстислав Мстиславович очолював авангард князівських військ. Руські князі зібралися всі біля острова Хортиці і звідти рушили до міста Олешшя. Тут їх зустріли посли татарські і сказали князям: «Ми чули, що ви зібралися на нас війною, — чого, не знаємо. Ми прийшли воювати не з вами, і вас ми не займаємо; ми прийшли звоювати половців, котрі наші раби». Не повірили їм руські князі і розбили передові ватаги татар, і рушили далі у степ. Головна битва відбулася на річці Калці, що впадає в Азовське море. Руське військо зазнало жорстокої поразки. Мстислав Удатний і Данило, поранені, ледве повтікали з поля бою. Проте невдовзі погіршуються стосунки між Мстиславом і Данилом. Причиною був наклеп на Данила і Василька Романовичів князя Олександра Белзького. Близько 1224 року Мстислав Удатний іде війною проти Данила. Данило заручається підтримкою польського князя Лешка. Мстислав змушений повернутися в Галич.
Стосунки між ними однак вже невдовзі налагоджуються. Близько 1225 року Данило і Василько Романовичі підписують із Мстиславом Удатним мир. Данило Романович часто поступався Мстиславу. А факти допомоги один одному у боротьбі зі спільним ворогом, щоб захистити рідні землі, ставлять їх обох на визначне місце в історії.

### Мир з угорцями та боярами
Навесні 1227 року угорський король Андрій іде війною в Галичину. І хоча похід його був безуспішним, Мстислав Удатний, щоб застрахувати себе від небезпеки сусіда, видає заміж за угорського королевича Андрія свою дочку Марію (булла папи Гонорія III на дозвіл шлюбу датована 27 січня 1222 року; заручини відбулися ще наприкінці 1221 року). Літописець розповідає, що так вчинити йому порадили бояри, які не були прихильниками Данила. "Потім же Судислав, обманюючи Мстислава, сказав йому: «Княже! Оддай дочку свою заручену за королевича і дай йому Галич. Ти ж не можеш (його) держати сам, а бояри не хотять тебе… Якщо ти даси королевичу, — коли захочеш, зможеш забрати од нього. А як даси Данилові, — вовіки не буде твоїм Галич».

### Смерть
Мстислав вчинив саме так, як йому радили бояри: залишив Андрієві Галич, а сам поїхав у Пониззя (басейн нижньої і середньої течії Дністра) і далі — до Торчеська. Про те, що потім він шкодував, свідчить такий факт. Коли Данило попросив допомоги у Мстислава, щоби взяти місто Чорторийськ, Мстислав зізнався йому: «Сину! Завинив я, не давши тобі Галича, а давши іноплеміннику за радою Судислава обманника. Обманув бо він мене. Якщо Бог захоче, ми підемо оба на них (угрів)… Коли Бог дасть його (королевича Андрія), нам обом (побити), — ти візьми Галич, а я Пониззя. Хай Бог тобі поможе!».
Але не судилося їм обом іти на Галич. У середині 1228 року в дорозі з Торчеська до Києва Мстислав занедужав і помер, встигнувши постригтися в схиму за тодішнім звичаєм благочестивих князів.
За відомостями польського історика тіло його було поховане в Києві, у церкві святого Христа, ним спорудженій. Тепер цієї церкви немає, і де могила великого князя, одного із «старійшин» у Руській землі  — невідомо.

## Сім'я та діти
Був одружений з дочкою половецького хана Котяна. Точна кількість його нащадків невідома через суперечливість джерел.
- Василь Мстиславич (?—1218) — князь Новоторжоцький (1217—1218)
- Ростислава (Феодосія) Мстиславна (?—1244) — з 1213—1215 рр. дружина переяслав-залеського князя Ярослава Всеволодовича, мати Олександра Невського.
- Олена (Марія) Мстиславна (? — після 1221) — у 1221 р. вийшла заміж за королевича Андрія, сина Андрія II Угорського.
- Анна Мстиславна (? — до 1252) — з 1219 р. дружина волинського князя Данила Романовича.
- Семен Мстиславич (?) — гіпотетичний син Мстислава за версією Л. Войтовича.
- Мстислав Мстиславич — син Мстислава Удатного за версією Л. Войтовича, 1231 р. разом з братами отримав від Данила Галицького Поросся.
- Ізяслав Мстиславич — київський князь Ізяслав, відомий за згадками у 1230-1250-х роках за однією із версій був сином Мстислава Удатного. Інші дослідники вважають його сином Мстислава Романовича або Володимира Ігоровича.
- Юрій Мстиславич — князь псковський (1232—1240).